# الایا
الایا (به لاتین: Elia, Nicosia) یک منطقهٔ مسکونی در قبرس است که در ناحیه نیکوزیا واقع شده‌است.

## خصوصیات
الایا ۱٬۲۹۹ نفر جمعیت دارد.